# Hanna Palme
Hanna Maria Palme, ogift von Born, född 9 augusti 1861 i Borgå landsförsamling, Finland, död 14 maj 1959 i Svärta församling i Södermanland, var en svensk samhällsaktivist och finländsk friherrinna samt farmor till Sveriges statsminister Olof Palme. Hon engagerade sig blandat i frågor kring kvinnlig rösträtt.  

## Uppväxt

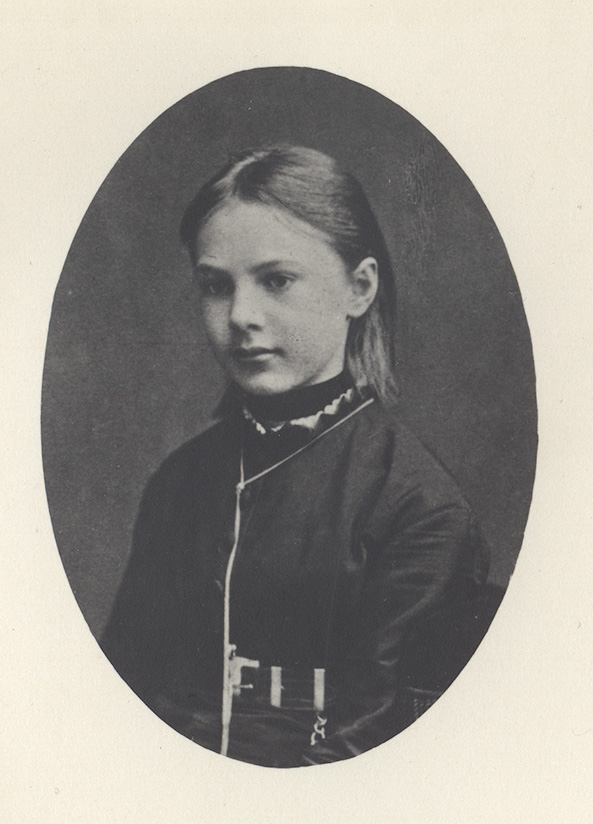
Hanna Palme på 1860/70-talet.

Hanna Palme var dotter till lantmarskalken friherre Johan August von Born och Fanny von Haartman. Hon var även dotterdotter till Carl Daniel von Haartman, en läkare. Hon tillhörde den finländska ätten von Born, som har sitt ursprung i Pommern, och hade flera syskon, bland dem märks Viktor Magnus von Born.
Uppväxten ägde rum på gården Gammelbacka i Borgå, öster om Helsingfors, där hon under sin uppväxt fick lära sig om jordbruk, bland annat från sin far som var jordbruksminister under en tid. Under en tid var hon också bosatt i Ryssland och Frankrike.

## Engagemang
Palme var politiskt väldigt aktiv och engagerade sig i frågor kring kvinnornas emancipation, som kvinnornas rösträtt och värnplikt. Dessutom kritiserade hon dåtidens mode för kvinnor och barn som hon ansåg som opraktisk och hindrande. Som styrelseledamot i Dräktreformföreningen bidrog hon till att föreningen tog fram nya klädmönster med kortare kjolar och utan korsett.
Hon var även styrelseledamot i Nya Iduns nämnd och Alliance française samt sekreterare i Föreningen för beredande av livränta åt tjänare sedan dess bildande. Tillsammans med sin make ska hon också ha ingått i den skara som ville se en återförening av de två tidigare rikshalvorna.

## Familj

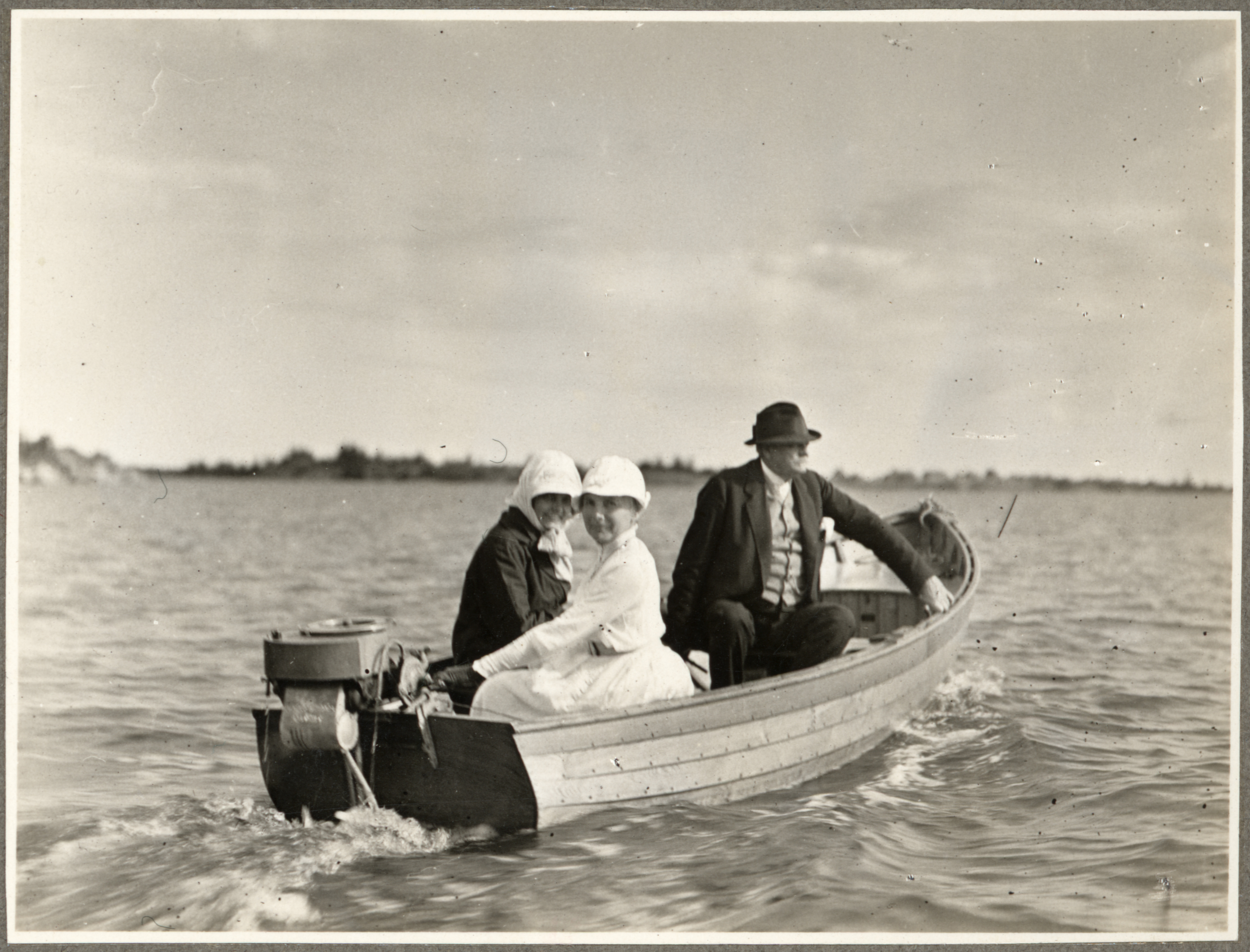
Hanna och Sven Palme på båtutflykt.

Familjen Palme ägde Ånga gård i Södermanland. 1883 gifte hon sig med direktören, bankofullmäktigen och riksdagsmannen Sven Palme. Hon var mor till historikern Olof Palme (1884–1918) som stupade i det finska inbördeskriget 1918, direktören Gunnar Palme (1886–1934) och officeren Nils Palme (1895–1963) samt farfar till historikern Sven Ulric Palme (1912–1977) och statsminister Olof Palme (1927–1986).

## Eftermäle
Vid hennes död bestämdes det att hennes kläder skulle skänkas till Sörmlands museum.